# 土岐麻梨子
土岐 麻梨子（とき まりこ、本名：信岡麻梨子〔旧姓：土岐〕、1988年4月14日 - ）は、日本の元タレント、元グラビアアイドル。愛知県出身。

## 歴代所属事務所
1. アップヒル・エンタテインメント
2. BLUE ROSE
3. アチーブ・プロジェクト
4. ブレイクアレッグ（2010年11月 - 2015年12月）

## 略歴
2008年、アイドルの卵たちが芸能事務所にスカウトされるまでを密着するオーディションバラエティ番組『アイ☆スタ!』（スカパー!・エンタ!371）で第1期生の「メガネっこアイドル」として出演し、芸能活動を開始。
グラビアアイドル、タレントとして活動していたが、2015年12月いっぱいで所属事務所を退社し、芸能界を引退。
2020年11月19日に結婚したことを自身のインスタグラムで公表した。

## 人物
- 戦国時代に美濃守護を務めた土岐氏の末裔[2]。
- 趣味 - 友達と遊ぶこと、何でもゆっくりやること、美味しいスウィーツやお菓子を食べたり巡ったりすること、アイスクリーム研究、サーティワンのアイスを食べること、ゲーム、ダイエット研究、ピンク色の物やクマの物を集めること、卓球の練習
- 特技 - 書道（硬筆・毛筆共に6段）、卓球（9歳の頃から始め、中学時代には東海大会で5位になったり、海外遠征も経験。東日本選手権では3位）、ブリッジ、フラフープ、ピアノ
- 資格 - 保育士・幼稚園教諭資格、日本漢字能力検定準2級。
- チャームポイント - 童顔
- 好きなアーティスト - 大塚愛、安室奈美恵
- 好きな食べ物 - お菓子、いちご、アイス、パフェ、かぼちゃ、焼肉（タンとホルモン）、母親の料理
- 嫌いな食べ物 - 納豆
- 好きな飲み物 - ホットミルク
- 好きな色 - ピンク
- 好きな本 - 『NANA』
- 好きな映画 - 『いま、会いにゆきます』
- 好きなテレビ番組 - バラエティ番組
- 好きなファッション - ゆるカジ、ふわふわな感じ。
- 好きな男性のタイプ - 年上でしっかりしていて心が広い人。
- ABCクッキングスタジオに時々通って料理を習っていた。

## 受賞歴
- 「Noah 〜LOST HERITAGE〜」公認コスプレイヤーオーディション　ミキ部門・第2位
（2009年8月16日、Zepp Tokyo2F「TOKYO CULTURE CULTURE」）
- 「ZAK THE QUEEN 2010」 BEST9進出 （2010年）
- 芸能界卓球王決定戦2 （2010年10月21日、新宿文化センター小ホール）
ダブルブッキング・川元文太（1回戦）、山崎樹範（準決勝）、オレンジサンセット・岡田康太（決勝）の3人を破って優勝。
- 乙女学院 2010年度 「ミス乙女学院アップル」にエントリー （2011年、小学館）
- 「ミスヤングチャンピオン2011★」 ファイナリスト10名進出 （2011年、秋田書店）

## 出演

### テレビドラマ
- 月の恋人〜Moon Lovers〜 第1話・第2話 （2010年5月10日・17日、フジテレビ）
- 美人探偵M （2012年2月19日、TOKYO MX） グラビアアイドル 役
- オトナ女子（2015年10月-12月・フジテレビ）

### バラエティ番組
- アイ☆スタ! （2008年、エンタ!371） 第1期生
- アキバッテキ （2009年3月、エンタ!371）
- スポっちゃお! （2009年5月16日、エンタ!371）
- アイドル☆リーグ! （2009年7月5日 - 2011年9月7日、日テレプラス・日本テレビ）
- アイドルマンション物語 （2009年10月 - 2010年3月、エンタ!371）
- 笑う妖精 （2010年2月6日、テレビ朝日）
- マルさまぁ〜ず （2010年5月19日、TBS）
- 24時間テレビ 「愛は地球を救う」 （2010年8月、日本テレビ）
- ハンマーセッション （2010年8月、TBS）
- 乙女学院 〜 ビジュアルウェブS（第1回：2010年11月2日 / 第3回：2011年1月2日 / 第4回：2月4日、エンタ!371） 当番組はネットでの有料配信もされた。
- ピグ☆1 （第10回：2011年4月、エンタ!371）
- あなデジ 〜達人の技VSデジタルツール〜 （2011年7月20日、テレビ東京）
「人類 vs ツイッター 炎の3番勝負 あなデジフォローガールから一言」のコーナーに出演。
- 秋葉系アイドルチャンネル （#4：2011年8月11日 / #5：9月9日 / #6：9月23日、BS11）
- さまぁ〜ずのヤリタ☆ガ〜リ〜 （2011年8月18日、TBS）
- つんつべ♂ （2011年8月26日、東京メトロポリタンテレビジョン）
同年8月3日に浅草コシダカシアターにて公開収録。 つんく♂プロデュースの女子プロレス・イベント『真剣 女の陣 ザ☆キラー・コンテンツ!』で人気コーナーだった「ゴロゴロベッド対決」が行われ、土岐は麻生亜実と対戦した。
- 芸人なでしこJAPAN ぶっちゃけカウントダウンパーティー （2011年12月30日、ABC）
- 淳の乾杯してみたっ! （2012年4月2日 - 9月29日、テレビ東京）
- 私生活むきだしバラエティ キリウリ＄アイドル（2014年4月2日・9日、東京ＭＸ）
- ツボ娘 （2014年4月16日、TBS）

### 映画
- 戦国少女伝 妖怪忍者 忍 （2012年4月7日、オカシネマ）

### 舞台
- 朝倉薫演劇団 ミュージカルファンタジー2009 「ビデオショップ ドリーミング」（2009年6月18日 - 21日、銀座みゆき館劇場） マーサ 役
- 一歩堂2010年新春公演 「ぐつぐつ 〜わたしたち、おでんのタネになりました〜」（2010年1月28日 - 31日、新宿シアターブラッツ） こんにゃく 役
- 図々しいZOO （2012年4月5日 - 8日、上野ストアハウス）
- 衝撃ジョー!!! （2013年1月31日 - 2月3日、中野・ウエストエンドスタジオ）
- GULL COMPANY vol.1「その日/比類なき明日の君へ」（2013年11月20日 - 23日、Basement MONSTAR）

### CM
- モンテローザグループ 「食べ飲み放題定額制」 （2009年8月17日 - 9月）北海道限定CM、撮影日は同年7月7日

### 広告
- モンテローザグループ （2009年）

### イベント
- GIRLS TRAIN PARTY （鶯谷・東京キネマ倶楽部）
VOL.1：2009年4月5日、VOL.2：7月5日、VOL.3：10月4日、VOL.4：2010年1月31日、VOL.5：4月25日、VOL.6：7月25日、VOL.7：10月17日。
- 「Noah 〜LOST HERITAGE〜」公認コスプレイヤーオーディション
（2009年8月16日、Zepp Tokyo2F「TOKYO CULTURE CULTURE」） ミキ部門・第2位
- アイドルボンバイエ! （通称：アイボン）
  - Vol.22 （2009年8月30日、新宿エンターテイメントカフェ PINK BIG PIG）
  - Vol.24 （2009年10月30日、渋谷・J-POP CAFE）
  - Vol.25 （2009年11月23日、新宿エンターテイメントカフェ PINK BIG PIG）
  - Vol.29 （2010年6月13日、大久保・ライブレストラン「ダイトー」）
  - Vol.30 （2010年7月18日、新宿エンターテイメントカフェ PINK BIG PIG）
  - Vol.31 （2010年9月26日、新宿エンターテイメントカフェ PINK BIG PIG）
  - Vol.32 （2010年11月28日、大久保・ライブレストラン「ダイトー」）
  - Vol.33 （2010年12月24日、新宿エンターテイメントカフェ PINK BIG PIG）
- 芸能界卓球王決定戦2 （2010年10月21日、新宿文化センター小ホール）
見事に優勝を果たした。出場者は全8名。トーナメント方式。
- ドカント8周年100号記念だヨ！全員集合 〜感謝祭〜!! 
第1部。2010年12月25日。池袋・らいぶはうすの鈴ん小屋。卓球のサーブ技を披露した。
- 1stDVD『ときまりイズム』発売イベント （2011年8月6日、秋葉原ソフマップCD館）
- 24時間テレビチャリティーイベント （2011年8月20日・21日、横浜国際総合競技場）
- アイドルサラブレッドクラブ 2011 AUTUMN （通称：アイサラ）
2011年10月2日、30日、11月27日、12月25日の計4回。東京都内のスタジオ。
- 土岐麻梨子バースデーイベント2013 （2013年4月14日、代々木公園&五反田駅近くのレストラン）

### WEB
- GIRLS TRAIN （ダウンロード動画&画像。販売CD-Rもあり。シーズファクトリー）
No.052：2009年4月20日、No.078：4月20日、No.161：7月10日、No.186：8月14日、No.210：9月11日、No.292：12月18日。
- Meet the Girl （動画&画像。ストリーミング版とダウンロード版。シーズファクトリー）
- GIRLS TRAIN 2009 （WEBテレビ。あっ!とおどろく放送局）
第9回：2009年3月6日、第13回：4月3日、第27回：7月10日、第32回：8月14日、第36回：9月11日、第49回：12月11日。
- GIRLS TRAIN 2010
第53回：2010年1月15日、第57回：2月12日、第61回：3月12日、第66回：4月16日、第70回：5月14日、第74回：6月11日 （WEBテレビ。あっ!とおどろく放送局）
第76回：2010年7月9日 - （WEBテレビ。Ustream） 第2週金曜レギュラー
- ケータイYOUNG JUMP 「ぷるるんサバイバル 2009」 （週刊ヤングジャンプ公式携帯サイト）
- スクランブルエッグ on the Web
2009年9月16日・表紙モデル & Recommended Eggs、10月24日・撮り下ろし水着フォトギャラリー。
- WE@アイドルTV 「土岐麻梨子 スクールベッド」
（2009年11月7日。5分間のダウンロード動画。ソフトバンククリエイティブ）[3]
- LOVEDOL.NET （ダウンロード動画）
  - 『ときまりのかくれんぼ』 （2009年12月5日）
  - 『ピンチ!!麻梨子の携帯を探せ!!』 （2009年12月26日）
  - 『不思議の国のアイス』 （2010年5月12日）
  - 『ちょっとだけセクシーなときまりを!』 （2010年5月12日）
  - 『どSな!?麻梨子嬢』 （2010年5月12日）
  - 『お別れのシャワー』 （2010年5月12日）
  - 『アイドル水着でブリッジ』 （2014年1月28日）
- NTTドコモ モバイルコンテンツ
- フレッシュカフェ （ライブチャット。フレッシュカフェ）
2010年3月11日、3月26日。
- アイドル誕生!TV （ライブチャット。ぶんか社オンライン）
2010年12月15日、2011年1月12日、4月12日、9月2日、15日、29日、10月6日、13日、28日、11月8日、17日、29日、12月8日、16日、2012年1月。
- グラビアロワイヤル
（2010年12月8日 - 。モバイル版GREEのソーシャルアプリ。CoolJapan・小学館）
- 乙女学院 2010年度 「ミス乙女学院アップル」にエントリー （2011年1月21日 - 、小学館）
- ピグスタ （ライブチャット。2011年4月20日）
- 東京・超人クラブ （あっ!とおどろく放送局、2011年5月26日）
- ラビリンス （デジタル写真集）
  - Photo Book No1（2011年6月14日、Far East Company）
  - Photo Book No2（2011年6月20日、Far East Company）
  - 美少女画報 アイドルfile「Lovely!!」（2011年7月14日、pad inc.）
  - 美少女画報 アイドルfile「メガネっこアイドル」（2011年7月27日、pad inc.）
  - PHOTO SHOT（2011年8月10日、pad inc.）
  - PHOTO SHOT Vol.2（2011年9月8日、pad inc.）
  - PHOTO SHOT Vol.3（2011年9月21日、pad inc.）
  - いじわるしないで 〜お願い、早く…〜（2015年5月16日、pad inc.）
  - いじわるしないで 〜お願い、早く…〜 Vol.2（2015年5月27日、pad inc.）
- ミスヤングチャンピオン2011★ ライブチャット
（2011年7月8日、16日、8月12日、19日、20日。秋田書店）
- Androidアプリ 「きゅきゅコス」 （学生編、メイド編、OL編の3種。2011年秋、Android Market）
- よしログ （生配信。2011年12月27日、GYAO!）
モンテローザグループの白木屋が開催する『おかず日本一決定戦 2011　おかずの星』のコーナーに出演。
- アンドロイドアプリ 「きゅきゅコス」 （携帯アプリ）
- おんがく遊園地
- アメスタプレミアム生放送 （2013年4月12日&26日）
- ダンボールガール! （2013年5月10日、ケータイ週プレBook）
フィーチャーフォンのみに配信のデジタル写真集。525円。
- アメスタプレミアム生放送 （生配信。2013年5月31日）
- 土岐麻利子A（2014年4月18日、Aircontrol） - ダウンロード動画
- 土岐麻利子A＋2（2014年10月24日、Aircontrol） - ダウンロード動画

#### ブログ
- 麻梨とピンクとぃちごちゃあん （2008年2月13日 - 2011年1月21日、アメーバブログ）
- GREEブログ （2009年11月11日 - 2011年8月26日）
- 晴れときどきまり （2011年1月21日 - 2015年12月19日、アメーバブログ）
- アイドルブログ （モバイルブログ。2011年 - 、トリワークス）
- ときめきまりこ （2011年5月24日 - 9月12日、ミスヤングチャンピオンブログ）

### 雑誌
- Popteen （角川春樹事務所） 読者モデル
- Bejean （2011年1月号、ジーオーティー） 付録DVDにも出演
- Yha! Hip&Lip （2013年4月号、ワニマガジン社） グラビア
- Hなほろ酔いお姉さん （「Bejean」2013年7月号増刊、ジーオーティー） グラビア
- 美的 （2016年9月号、小学館） メークアップ講座のページに一般の読者モデルとして掲載

### その他
- ラウンドワンにて「ダーツギャルズ」に参加。

## 作品

### DVD
- GIRLS TRAIN 2010 月刊DVDマガジン シリーズ （シーズファクトリー。DVD-R）
VOL.1：2010年3月15日、VOL.2：4月15日、VOL.3：5月25日、VOL.4：6月20日、VOL.5：6月26日、VOL.6：7月15日。

### イメージDVD
1. ときまりイズム（2011年7月29日、オルスタックピクチャーズ）
2. トキメキ120%（2013年9月27日、竹書房）
3. いじわるしないで（2014年3月20日、ギルド）
4. トッキトキ♪（2014年7月25日、Aircontrol）
5. 恥じまり（2014年7月3日、GRAVISION）

### CD-R (動画付デジタル写真集)
- 「GIRLS TRAIN 動画付写真集」シリーズ （シーズファクトリー。CD-R。ダウンロード版も有り）
No.052：2009年4月20日、No.078：4月20日、No.161：7月10日、No.186：8月14日、No.210：9月11日、No.292：12月18日。